# Sherlock Holmes in New York
Sherlock Holmes in New York ist ein US-amerikanischer Fernsehfilm aus dem Jahr 1976. Regie führte Boris Sagal, die Hauptrollen spielten Roger Moore, Patrick Macnee und John Huston. Der Film basiert nicht auf einer Erzählung oder einem Roman des Schriftstellers Arthur Conan Doyle.

## Handlung
Sherlock Holmes merkt, dass Professor Moriarty etwas im Schilde führt, doch er kommt nicht dahinter. Auch die Gelegenheit, seinen Erzfeind ein für alle Mal zu beseitigen, nutzt er nicht, da er die Rache der Organisation des Professors fürchtet. Doch Holmes gibt nicht auf und versucht mit seinem treuen Gehilfen Watson, das geplante Verbrechen aufzudecken. Die Spur führt nach New York, wo Holmes und Watson feststellen müssen, dass der Sohn von Irene Adler, einer bekannten Schauspielerin, wohl von Moriarty entführt wurde. Schon kurz darauf benutzt Moriarty den Jungen als Druckmittel, um Holmes Ermittlungen zu beenden. Holmes wird vom NYPD bezüglich des kürzlich erfolgten Diebstahls bei der New York Bank kontaktiert, bei dem der komplette Tresorinhalt in Form von Goldbarren mit einem Gesamtgewicht von mehreren Tonnen über Nacht verschwunden ist. Um das Kind zu schützen, lehnt Holmes den Fall ab, aber ihm und Dr. Watson gelingt es später den Jungen aufzuspüren und zu retten, wodurch sie die Erpressbarkeit durch Moriarty beenden können.
Holmes findet, als er den Lift zum Tresorraum benutzt, heraus, wie Moriarty die Goldbarren gestohlen hat, da sie durch den engen Durchgang nicht so schnell wegzuschaffen waren. Der Lift stoppt bereits nach 42 statt 45 Sekunden, die Holmes für die zurückzulegende Strecke berechnet hatte. Moriarty hatte oberhalb des richtigen Tresors ein identisches leeres Duplikat aufgebaut und den Fahrstuhl dort stoppen lassen, indem er mit Holzplanken den Fahrstuhlschacht blockiert hatte. Während alle verblüfft staunten, wie Moriarty die Goldbarren anscheinend hatte stehlen können, stahl er die Goldbarren aus dem richtigen Tresor darunter.
Der Fall ist damit gelöst. Als Holmes und Adler sich voneinander verabschieden, sagt Adler, dass ihr Sohn einen guten Verstand und einen Hang zur Lösung von Rätseln hat, und deutet damit an, dass Holmes sein Vater sein könnte. Dennoch trennen sich ihre Wege.

## Kritiken
Roger Moore wird von Shadowlocked für seine Rolle in diesem Film als einer der zehn schlechtesten Sherlock-Holmes-Darsteller (dabei ebenfalls in der Kritik: Charlton Heston, Stewart Granger, Christopher Lee, Michael Caine) angesehen und folgendermaßen kritisiert: „Sowohl seine unernste Persönlichkeit als auch seine Augenbrauen wirken in der Rolle des Holmes deplatziert. Er sollte seinen dritten Gesichtsausdruck beherrschen, bevor er die berühmte Sherlock-Holmes-Mütze aufsetzt.“ („both his tongue-in-cheek persona and eyebrows look out of place as Holmes! He needed to have fully mastered his third facial expression before donning the famous deerstalker.“)

„Prominent, aber unglücklich besetzte, überwiegend langweilig umgesetzte Detektivgeschichte, die allenfalls anspruchslose Unterhaltung bietet.“

## Auszeichnungen
Edgar Allan Poe Awards
- Nominierung „Bestes Drehbuch für einen Fernsehfilm oder eine Miniserie“ (Alvin Sapinsley)